# درجة الحرارة المسموح بها
درجة الحرارة المسموح بها هي درجة الحرارة التي يأخذ عندها منتج الجين الطافر المتحسس للحرارة نمطًا ظاهريًا وظيفيًا وطبيعيًا.
وعندما تنمو طافرة متحسسة للحرارة في ظروف مسموح بها، يتصرف منتج الجين الطفري بشكل طبيعي (بمعنى أن النمط الظاهر لا يكون ملحوظًا)، وذلك حتى في حالة وجود أليل طافر. وينتج عن ذلك بقاء الخلية أو الكائن الحي على قيد الحياة، كما لو كانت سلالة برية النمط. وعلى النقيض، فإن درجة الحرارة غير المسموح بها أو المقتصرة هي درجة الحرارة التي يُلاحظ عندها النمط الظاهري للطافرة.
وتؤثر معظم الطوافر المتحسسة للحرارة على البروتينات، كما أنها متنحية وتتسبب في فقدان وظيفة البروتين عند درجة الحرارة غير المسموح بها. ودرجة الحرارة المسموح بها هي درجة الحرارة التي يستطيع عندها البروتين الطي بالشكل المناسب أو البقاء مطويًا كما ينبغي.